# 電子戰隊電磁人
《電子戰隊電磁人》，是由日本東映製作的《超級戰隊系列》第4部特攝作品，於1980年（昭和55年）2月2日至1981年1月31日期間每週六下午6時在朝日電視台首播。

## 作品特色
- 以「電子」、「休閒」為主題的戰隊。
- 首部以「八手三郎」的名義使用「戰隊」之名的作品及以「＿人」為命名的戰隊。
- 首次出現由單一機組變形的大型機械人（電磁Tiger／大電神）。
- 首支其科技設定為來自宇宙以及由不隸屬於任何組織之民間人士成為戰士的戰隊。
- 此作與戰隊敵對之單元怪人在遭到擊敗後會自行巨大化，亦為系列中首例；另外此作的單元怪人多為採用不對稱造型。
- 首次出現同為與戰隊為敵卻不隸屬與戰隊敵對之主要組織的敵人（曼力奇魔王）。
- 首部出現使用變身器的戰隊。

## 故事概要
在遙遠的過去，宇宙中的惑星－電磁星被來自異次元我貝達一族所消滅，然而有部分電磁星人在其星球滅亡時乘搭電磁Land抵達地球。
而在3,000年後，由於貝達一族入侵地球，結果電磁Land系統亦因而重啟，沉眠已久的電磁犬－IC便挑選了五位戰士成為「電子戰隊電磁人」為保護地球而戰。

## 登場角色

### 電子戰隊電磁人
電子戰隊電磁人，是由電磁犬IC挑選的五名戰士，五人平時於俱樂部Athletic Club任職教練。
赤城 一平（あかぎ いっぺい）／ 電磁紅
演：結城真一
電磁人的隊長，在Athletic Club任教空手道。
具有優秀頭腦及判斷力，同時也是一名熱血的武術家，擅長空手道與拳擊。
青梅 大五郎（おうめ だいごろう）／ 電磁藍
演：大葉健二
原為馬戲團團員，故擅長各種特技，並會應用於戰鬥中，而在Athletic Club則任教瑜珈。
相當喜歡吃東西，尤其是紅豆麵包與起司漢堡。
由於自身是孤兒關係，故對待小孩子們特別友善。
其他登場作品：《豪快者 護星者 超級戰隊199英雄大決戰》、《海賊戰隊豪快者 VS 宇宙刑事卡邦 The Movie》
黃山 純（きやま じゅん）／ 電磁黃
演：津山榮一
智商超過200的天才大學生，在大學專攻宇宙物理學研究隕石及宇宙生物。
在電磁人中擔任智囊的角色，能利用專長分析貝達怪物的弱點，也是五人力氣最大的，然而卻對戀愛反應特別遲鈍。
在Athletic Club任教烹飪，擅長菜式為拿坡里義大利麵。
綠川 達也（みどりかわ たつや）／ 電磁綠
演：內田直哉
原為警視廳的刑警，在成為電磁人後便辭去職務，並在Athletic Club任教拳擊。
個性沉默寡言，並且是先做再說的類型，平時喜歡彈吉他小哼一曲。
在刑警時期已練成一身優秀的射擊能力，並擅長蒐集情報。
桃井 昇（ももい あきら）／ 電磁粉紅
演：小泉昇
電磁人中唯一的女生。
個性活潑開朗才貌雙全，並且擅長變裝。
曾有成為世界網球冠軍的夢想，並且初時亦不願與其餘四人戰鬥，然而後來因遭到貝達怪物的攻擊後便回心轉意，在放棄夢想及向四人致歉後則立志培養後代成為世界網球冠軍。
在Athletic Club任教游泳、合氣道及網球，亦能運用網球選手的出色反應能力與合氣道的技巧應付戰鬥。

#### 電磁人的協力者／相關者
電磁犬 IC
聲：京田尚子
電磁人的司令官。
外觀是普通的鬆獅犬，實際上是電磁星的高科技傑作。
會說人類的語言，並能夠將普通食物轉為所需能源。
最後在大電神迴路損毀後便將自身化為機械的一部分予電磁人完成最後的戰鬥，而電磁人為了紀念牠而以其之名舉辦比賽。
電磁公主
演：舟倉環
電磁星王室的公主。
於其母星被毀滅時與其部下乘坐巨大飛行帆船Great Queen號成功逃脫後在宇宙空間漂流，其後便抵達地球。
而最後電磁公主將地球托付予IC與部下們後便為了從貝達一族手中拯救銀河系而再次踏上了旅途。

### 貝達一族
貝達一族，為潛藏於異次元的人類。
其審美觀與地球人大相逕庭，嫌惡美麗事物，在毀滅電磁星後便以地球為目標。
黑多莉安女王
演：曾我町子
貝達一族的女王兼最高權力者。
擅長占星術及妖魔術，愛美的她常照鏡子自認為是宇宙中最美的女人，喜愛破壞地球上一切美麗事物，然而同樣對其部下尤為疼愛。
最後在其部下陸續死亡後便選擇自行了斷。
黑多拉將軍
演：香山浩介
貝達一族的戰鬥司令官。
是位劍術高手，對女王亦相當忠心。
最後使用女王授予的貝達之劍將自身巨大化與電磁人戰鬥，但結果仍被擊敗，而電磁人亦於黑多拉死後則向其敬禮。
米拉、凱拉
演：美川利惠（米拉）、湖條千秋（凱拉）
兩人皆為侍奉黑多莉安女王的女間諜。
米拉為身穿金色服飾，能依照女王意思變身為鏡子及水晶球；至於凱拉則為身穿銀色服飾，並能依照女王意思變身為盾牌，而兩人亦擅長變裝及蒐集情報。
最後凱拉為了保護被曼力奇魔王意圖殺害的女王而變成盾牌，結果慘遭對方所殺。及後米拉便假意效忠曼力奇魔王，並且在成功知悉曼力怪的弱點後便變身為水晶球予女王施以妖魔術，結果雖在曼力奇魔王對女王施襲時成功以強光將其弄瞎，但卻遭到對方傷及致死。
貝達怪物
由貝達蛋誕生的怪物。
其腰帶上皆配有編號，並且擁有能自由控制體內細胞讓自身巨大或微小化的能力。
曼力怪
聲：飯塚昭三
於第49集登場。
為曼力奇魔王的部下，同樣是由貝達怪物蛋孵化出來的。
其尾巴為念力發信機，同時也是弱點。
最後被斬去尾巴後繼而死於大電神的電子滿月斬。
達斯特拉
貝達一族的戰鬥兵，並以鐮刀作為武器。

### 其他角色
大石 源一（おおいし げんいち）
演：安藤聖一
赤城的門下生。
其家原為經營蕎麥麵餐廳，後來則跟隨其家人前往北海道經營牧場。
野田 三太（のだ さんた）
演：安保幸宏
赤城的門下生。
跟任職計程車司機的父親同居，而同樣赤城的空手道皆由其父親傳授。
平井 浩（ひらい ひろし）
演：後藤忠勝
赤城的門下生，有着成為棒球選手的夢想。
佐野 勝男（さの かつお）
演：柿原榮一
赤城的門下生，是位饞嘴的小孩。
中川 由美子（なかがわ ゆみこ）
演：杉本華惠
赤城的門下生，暱稱「由美醬」。
松尾 千惠子（まつお ちえこ）
演：酒井幸江
於第12集初登場。
與綠川為舊識的女警，暱稱「千子」。
對綠川抱有愛意，雖然未得到正面回應，但藉着自己的數次觀察而知悉綠川為電磁人一員。
曼力奇魔王
演：大前均
巨蛇座的象徵，於第37集初登場。
自稱「地獄的使者」及「宇宙的保鑣」，過去在宇宙流浪期間曾於包含電磁星在內的多個星球大肆破壞，其後因得知地球上有掌握電磁星知識的電磁人而前往地球並襲擊他們。
嗜吃貝達怪物的蛋，食量驚人，也愛喝酒。
表面為敬畏女王，實則預謀奪取貝達魔城，與黑多拉將軍互為天敵。
在首次成功攻陷魔城時將女王四人囚禁於牢房中，然而在女王成功以妖魔術將兩名貝達怪物誕生後便遭其反擊，其後更成為對方的燭台，直到曼力怪的誕生後亦在其協助下重奪魔城。
最後因為被米拉化身之水晶球強光弄瞎，其後被電磁人的電磁Boomerang消滅。

## 電磁人的裝備

### 武器／配備
電磁Ring
電磁人的變身器兼通訊器。
電磁強化服
為電磁星人以其科技開發的強化服。
以其額頭部分的電磁Stone作為能源，而當電磁人在身穿強化服後則能跳躍高達150米及以3秒完成100米的跑步；另外其臉罩亦配備電磁Scope的透視功能。
電磁Stick
五名電磁人的杖型武器。
當五人將各自的電磁Stick組合時則能發動技能「電磁Boomerang」。
電磁Punch
五名電磁人的以特殊金屬製之拳套。
電磁Machine
附有邊車的機車，其最高時速可達每小時450公里。
主要由電磁紅負責駕駛，亦能切換為自動駕駛模式。
配備機關槍、導彈、雷達及水中用氣瓶等。
電磁Buggy
配備機關槍的吉普車，其最高時速可達每小時350公里。

### 大型機械
電磁Land
來自電磁星的島嶼型移動要塞，亦為電磁人的秘密基地。
電磁人由其據點前往電磁Land可乘搭電磁Shooter，只需10秒便能抵達。
電磁Tiger
為適合於陸海空航行的大型母艦，而其內部亦可容納電磁Fighter。
其設有可旋轉的艦橋，而該艦橋亦附有兩門導彈炮，另外其艦尾也裝設大型起重機。
大電神／電磁Fighter
由電磁星人製造的高科技巨型機械人。
平時會以戰機型態的電磁Fighter收納於電磁Tiger內；而變形為大電神後其配備武器包括電磁劍、電磁球等。
其必殺技為「電磁劍·電子滿月斬」，為利用電磁劍畫上圓形後對敵人斬擊。

## 設定
電磁星
過往曾為具高科技的文明星球，然而在3,000年前因貝達一族的侵略而滅亡。
貝達魔城
貝達一族的移動要塞。
能夠在任何空間穿梭，但最後在黑多莉亞女王選擇自我了斷後便繼而自我摧毀。
貝達戰鬥機
貝達一族的戰鬥機，而其武器為前端的兩座火神炮。

## 製作團隊
製作人員：
- 原作：八手三郎
- 製作人：
  - 朝日電視台：落合兼武、碓冰夕燒
  - 東映：吉川進

- 劇本：上原正三、江連卓、曾田博久、高久進
- 導演：竹本弘一、廣田茂穗、平山公夫、小林義明、吉川一義、服部和史
- 武打：山岡淳二、古賀弘文（Japan Action Club）
- 配樂：渡邊宙明
- 特攝導演：矢島信男、佐川和夫
- 製作：朝日電視台、東映、東映Agency

皮套演員：
-  電磁紅：新堀和男
-  電磁藍：大葉健二
-  電磁黃：伊藤久二康
-  電磁綠：村上潤、柴原孝典（代演）
-  電磁粉紅：竹田道弘、小野寺英子

## 播放列表
以下時間以當地時間（日本時間）為準：
| 首播日期   | 集數 | 標題 （日語）（漢譯） | 登場貝達怪人                                                                                            | 編劇     | 導演     |
| ---------- | ---- | --------------------- | --- | -------- | -------- |
| 1980/02/02 | 1    | 向超要塞疾行吧        | - 00 飛鼠拉（声：飯塚昭三）                                                                             | 上原正三 | 竹本弘一 |
| 1980/02/09 | 2    | 吃人的肥皂泡泡        | - 01 肥皂拉（声：飯塚昭三）                                                                             | 上原正三 | 竹本弘一 |
| 1980/02/16 | 3    | 石油地獄大恐慌        | - 02 地下遊擊拉（声：飯塚昭三）                                                                         | 上原正三 | 竹本弘一 |
| 1980/02/23 | 4    | 追擊貝達魔城          | - 03 魯邦照相機拉（声：依田英助）                                                                       | 上原正三 | 竹本弘一 |
| 1980/03/01 | 5    | 牆壁裡蠢動的紅色毒花  | - 04 蔓草拉（声：飯塚昭三）                                                                             | 上原正三 | 廣田茂穗 |
| 1980/03/08 | 6    | 惡魔分身的少女        | - 05 悲劇章魚拉（声：飯塚昭三）                                                                         | 上原正三 | 廣田茂穗 |
| 1980/03/15 | 7    | Denji星的大悲劇       | - 06 海水拉（声：飯塚昭三）                                                                             | 上原正三 | 竹本弘一 |
| 1980/03/22 | 8    | 白骨都市的大魔王      | - 07 膠卷拉（声：飯塚昭三）                                                                             | 江連卓   | 竹本弘一 |
| 1980/03/29 | 9    | 呼喚死亡的怪異電話    | - 08 電話拉（声：飯塚昭三）                                                                             | 上原正三 | 竹本弘一 |
| 1980/04/05 | 10   | 最喜歡魔法料理！？    | - 09 漢堡拉（声：飯塚昭三）                                                                             | 上原正三 | 廣田茂穗 |
| 1980/04/12 | 11   | 追擊生命小偷          | - 10 輪胎意外拉（声：飯塚昭三）                                                                         | 上原正三 | 廣田茂穗 |
| 1980/04/19 | 12   | 危險的小孩間諜        | - 11 玫瑰拉（声：飯塚昭三）                                                                             | 上原正三 | 竹本弘一 |
| 1980/04/26 | 13   | 破裂的彩虹氣球        | - 12 廣告氣球拉（声：飯塚昭三）                                                                         | 江連卓   | 竹本弘一 |
| 1980/05/03 | 14   | 前往滿分私塾吧        | - 13 私塾拉（声：大宮悌二）                                                                             | 上原正三 | 平山公夫 |
| 1980/05/10 | 15   | 邪惡之園的邀請函      | - 14 滾輪拉（声：大宮悌二）                                                                             | 上原正三 | 平山公夫 |
| 1980/05/17 | 16   | 粉碎熱海的陰謀        | - 15 鯊魚拉（声：飯塚昭三）                                                                             | 上原正三 | 竹本弘一 |
| 1980/05/24 | 17   | 別哭啊！棒球小子      | - 16 死球拉（声：飯塚昭三）                                                                             | 江連卓   | 竹本弘一 |
| 1980/05/31 | 18   | 在南海盛開的浪漫      | - 19 海螺拉（声：飯塚昭三）                                                                             | 曾田博久 | 竹本弘一 |
| 1980/06/07 | 19   | 我的星星王子殿下      | - 17 蟾蜍拉（声：飯塚昭三）                                                                             | 上原正三 | 廣田茂穗 |
| 1980/06/14 | 20   | 猩猩少年大暴走        | - 18 蜂巢拉（声：飯塚昭三）                                                                             | 高久進   | 廣田茂穗 |
| 1980/06/21 | 21   | 突襲死神黨            | - 20 蠟燭拉（声：大宮悌二）                                                                             | 上原正三 | 小林義明 |
| 1980/06/28 | 22   | 超越時空 不思議體驗   | - 21 時間拉（声：飯塚昭三）                                                                             | 上原正三 | 小林義明 |
| 1980/07/05 | 23   | 穿梭天花板的惡魔      | - 22 苔蘚拉（声：飯塚昭三）                                                                             | 曾田博久 | 吉川一義 |
| 1980/07/12 | 24   | 設下圈套的怪力男      | - 25 牙刷拉（声：飯塚昭三）                                                                             | 江連卓   | 吉川一義 |
| 1980/07/19 | 25   | 虎穴是逃走迷宮        | - 23 眼球拉（声：飯塚昭三）                                                                             | 曾田博久 | 平山公夫 |
| 1980/07/26 | 26   | 電磁公主的宇宙曲      | - 24 留聲拉（声：飯塚昭三）                                                                             | 上原正三 | 平山公夫 |
| 1980/08/02 | 27   | 紅色獨角仙炸彈        | - 26 樹木拉（声：飯塚昭三）                                                                             | 高久進   | 小林義明 |
| 1980/08/09 | 28   | 詛咒之館的秘密殺手    | - 27 謎語拉（声：飯塚昭三）                                                                             | 上原正三 | 小林義明 |
| 1980/08/16 | 29   | 超能力刑事的突襲      | - 28 銹蟲拉（声：飯塚昭三）                                                                             | 上原正三 | 竹本弘一 |
| 1980/08/23 | 30   | 消失了 偷走了 出來了  | - 29 燈籠拉（声：飯塚昭三）                                                                             | 曾田博久 | 竹本弘一 |
| 1980/08/30 | 31   | 魔術師的秘術合戰      | - 30 耳朵拉（声：大宮悌二）                                                                             | 上原正三 | 竹本弘一 |
| 1980/09/06 | 32   | 地獄的大槍戰          | - 31 飛鏢拉（声：依田英助）                                                                             | 高久進   | 服部和史 |
| 1980/09/13 | 33   | 吸血樂器課            | - 32 薩氏管拉（声：依田英助）                                                                           | 上原正三 | 服部和史 |
| 1980/09/27 | 34   | 悲傷的棄子故事        | - 33 彈珠拉（声：大宮悌二）                                                                             | 曾田博久 | 竹本弘一 |
| 1980/10/04 | 35   | 神秘的紡織公主        | - 34 毒蛾拉（声：坂井壽美江）                                                                           | 曾田博久 | 竹本弘一 |
| 1980/10/11 | 36   | 充滿勇氣的小狗之詩    | - 35 流浪貓拉（声：飯塚昭三）                                                                           | 曾田博久 | 竹本弘一 |
| 1980/10/18 | 37   | 蠻力 曼力奇魔王       | - | 曾田博久 | 小林義明 |
| 1980/10/25 | 38   | 無限魔域的大冒險      | - 36 螳螂拉（声：飯塚昭三）                                                                             | 上原正三 | 小林義明 |
| 1980/11/01 | 39   | 女王憤怒的妖魔術      | - 38 惡魔拉（声：飯塚昭三）                                                                             | 上原正三 | 竹本弘一 |
| 1980/11/08 | 40   | 冠軍的敵人            | - 39 一擊拉（声：飯塚昭三）                                                                             | 上原正三 | 竹本弘一 |
| 1980/11/15 | 41   | 史上最大型總體戰      | - 40 地震拉（声：飯塚昭三）                                                                             | 上原正三 | 服部和史 |
| 1980/11/22 | 42   | 吞吃少年的惡夢        | - 41 忍法拉（声：飯塚昭三）                                                                             | 高久進   | 服部和史 |
| 1980/11/29 | 43   | 神秘的百變女郎        | - 42 死亡面具拉（声：坂井壽美江）                                                                       | 江連卓   | 竹本弘一 |
| 1980/12/06 | 44   | 不思議的神燈故事      | - 43 阿拉丁拉（声：坂井壽美江）                                                                         | 上原正三 | 竹本弘一 |
| 1980/12/13 | 45   | 兩位電磁公主          | - 44 鬼拉（声：飯塚昭三）                                                                               | 曾田博久 | 服部和史 |
| 1980/12/20 | 46   | 生存地獄X計劃         | - 45 鳥籠拉（声：飯塚昭三）                                                                             | 曾田博久 | 服部和史 |
| 1980/12/27 | 47   | 在晨曦中消失的人魚    | - 46 小船拉（声：飯塚昭三）                                                                             | 曾田博久 | 服部和史 |
| 1981/01/10 | 48   | 曼力奇魔王叛亂        | - 47 足球拉（声：飯塚昭三）（第48集） - 48 機關拉（声：大宮悌二） - 49 劍球拉（声：飯塚昭三）（第48集） | 上原正三 | 小林義明 |
| 1981/01/17 | 49   | 貝達城大異變          | - 47 足球拉（声：飯塚昭三）（第48集） - 48 機關拉（声：大宮悌二） - 49 劍球拉（声：飯塚昭三）（第48集） | 上原正三 | 小林義明 |
| 1981/01/24 | 50   | 將軍兩次死亡          | - | 上原正三 | 廣田茂穗 |
| 1981/01/31 | 51   | 響起希望之鐘          | - | 上原正三 | 廣田茂穗 |

## 音樂
片頭曲：
作詞：小池一夫
作曲：渡邊宙明
演唱：成田賢
片尾曲：
作詞：小池一夫
作曲：渡邊宙明
演唱：成田賢
插曲：

作詞：八手三郎
作曲、編曲：渡邊宙明
演唱：成田賢、蟋蟀'73

作詞：八手三郎
作曲、編曲：渡邊宙明
演唱：成田賢、蟋蟀'73、古倫美亞搖籠會

作詞：江連卓
作曲、編曲：渡邊宙明
演唱：内田直哉、The Chirps

作詞：上原正三
作曲、編曲：渡邊宙明
演唱：内田直哉、蟋蟀'73、古倫美亞搖籠會

作詞：上原正三
作曲、編曲：渡邊宙明
演唱：成田賢、蟋蟀'73、The Chirps

作詞：上原正三
作曲、編曲：渡邊宙明
演唱：中尾隆聖

演唱：南寬康

## 劇場版
《電子戰隊電磁人》
與此作同名的劇場版電影，於1980年7月12日首映。
製作人員：
- 導演：竹本弘一
- 劇本：上原正三
- 特攝導演：矢島信男